# Surazomus sturmi
Espèce
Synonymes
- Trithyreus sturmi Kraus, 1957

Surazomus sturmi est une espèce de schizomides de la famille des Hubbardiidae.

## Distribution
Cette espèce est endémique du département de Cundinamarca en Colombie,. Elle se rencontre vers Bogotá.

## Étymologie
Cette espèce est nommée en l'honneur de Helmut Sturm.

## Publication originale
- Kraus, 1957 : Schizomidae aus Kolumbien (Arach., Pedipalpi-Schizopeltidia). Senckenbergiana biologica, vol. 38, p. 245-250.